# Jean Ballesdens
Jean Ballesdens (París, 1595-París, 1675) fue un abogado, editor y bibliófilo francés, aunque no ha dejado prácticamente escritos.

## Vida
Abogado en el Parlamento de París y secretario del canciller Séguier, fue elegido miembro de la Academia francesa en 1648; aunque había renunciado al puesto cuando le ofreció por la primera vez a favor de Pierre Corneille. Reunió libros y formó una biblioteca que rivalizaba con la de su maestro en cuanto a número y surtido de ejemplares.